# إنزو روكو
إنزو روكو (بالإسبانية: Enzo Roco)‏ (مواليد 16 أغسطس 1992) هو لاعب كرة قدم. يلعب مع منتخب تشيلي لكرة القدم. سبق له أن لعب في كأس القارات 2017 مع منتخب بلاده.

## روابط خارجية
- إنزو روكو على موقع الاتحاد الدولي (مؤرشف)  (الإنجليزية)
- إنزو روكو على موقع اتحاد تركيا (لاعب) (الإنجليزية)
- إنزو روكو على موقع قاعدة بيانات كرة القدم.إي يو (الإنجليزية)
- إنزو روكو على موقع ناشيونال فوتبول تيمز (الإنجليزية)
- إنزو روكو على موقع Soccerway.com (الإنجليزية)
- إنزو روكو على موقع عالم كرة القدم.نت (الإنجليزية)
- إنزو روكو على موقع كووورة
- إنزو روكو على موقع AS.com (الإسبانية)